# Station Martinrive
Station Martinrive is een voormalige spoorweghalte langs spoorlijn 42 (Rivage-Gouvy) bij het dorp Martinrive in de gemeente Aywaille.
Het stationsgebouw werd gebouwd in 1884 en werd in gebruik genomen bij de inhuldiging van de spoorlijn begin 1885. Het reizigersstation werd gebruikt door de inwoners van de dorpen Martinrive, Chambralles en Rouvreux en de talrijke werknemers van de nabijgelegen steengroeven. Het goederenstation bediende vooral de nabijgelegen steengroeven en bosexploitaties.
Op 13 mei 1931 werd het station een spoorweghalte en in 1958 werd de dienstverlening in het stationsgebouw volledig stopgezet. In 1961 werd de goederenkoer gesloten en werden de goederenactiviteiten door het station Aywaille overgenomen. In 1982-1983 werd het stationsgebouw gesloopt en in 1984 werd ook de spoorweghalte opgeheven.

## Aantal instappende reizigers
De grafiek en tabel geven het gemiddeld aantal instappende reizigers weer op een week-, zater- en zondag.
| Tabel: aantal instappende reizigers station Martinrive | Tabel: aantal instappende reizigers station Martinrive | Tabel: aantal instappende reizigers station Martinrive | Tabel: aantal instappende reizigers station Martinrive |
|                                                        | Weekdag                                                | Zaterdag                                               | Zondag                                                 |
| ------------------------------------------------------ | ------------------------------------------------------ | ------------------------------------------------------ | ------------------------------------------------------ |
| 1977                                                   | 10                                                     | 3                                                      | 4                                                      |
| 1978                                                   | 6                                                      | 2                                                      | 2                                                      |
| 1979                                                   | 14                                                     | 5                                                      | 5                                                      |
| 1980                                                   | 18                                                     | 15                                                     | 2                                                      |
| 1981                                                   | 13                                                     | 4                                                      | 2                                                      |
| 1982                                                   | 11                                                     | 4                                                      | 7                                                      |
| 1983                                                   | 10                                                     | 5                                                      | 2                                                      |

0,0: Rivage ·
0,9: Liotte ·
5,7: Martinrive ·
8,2: Aywaille ·
11,4: Remouchamps ·
13,4: Nonceveux ·
17,0: Quarreux ·
19,0: Lorcé-Chevron ·
21,4: Stoumont ·
27,4: La Gleize ·
30,4: Roanne-Coo ·
32,6: Coo ·
34,8: Trois-Ponts ·
40,7: Grand-Halleux ·
45,7: Rencheux ·
46,7: Vielsalm ·
48,3: Salmchâteau ·
51,4: Cierreux ·
54,2: Bovigny ·
58,1: Gouvy